# Огън
Огънят е бързо и постоянно окисляване на материал в химичния процес на горене, при който се отделят топлина, светлина, газове и твърди остатъчни продукти. Огънят не включва бавни окислителни процеси, като корозията или храносмилането. Горенето започва когато горимият материал бъде изложен на висока температура, след което се самоподдържа, превръщайки се в автономен енергиен източник. Огънят е сложно образувание, комбинация от излъчването на черните тела, сажди, газ и горими частици, както и от фотонното излъчване на превъзбудените атоми и молекули на газовете.
Пламъкът е видимата част на огъня и се състои от отделящи светлина нагорещени газове. При достатъчно висока температура газовете могат да се йонизират, превръщайки се в плазма. Обикновено по-голямата част от излъчването е във видимия и инфрачервения спектър. Цветът на пламъка зависи от температурата, съгласно закона за излъчване на абсолютно черно тяло, както и от химичния състав на горивния елемент.
Още от предисторическата епоха огънят се използва от хората за готвене, отопление, осветление и комуникация. От друга страна той може да доведе пожари, които водят до материални щети и човешки жертви. Предотвратяването на пожарите и намаляването на потенциалните щети от тях е важно съображение в градоустройството и проектирането на сгради и съоръжения, а в повечето съвременни общества съществуват специализирани организации за тяхното гасене и ограничаване.

## Химически процес
Огънят възниква, когато горим материал в съчетание с оксидант, като кислород или богато на кислород съединение, бъде изложен на температура, по-висока от неговата температура на запалване, и получи възможност да запази бързата си оксидация, докато предизвика верижна реакция. При нея огънят отделя достатъчно топлина, за да поддържа запалването на ново гориво, поради което горенето може да продължи неограничено време, при наличие на достатъчно гориво и оксидант.
Огънят не може да съществува без някой от четирите елемента: гориво, оксидант, топлина и верижна реакция. При това често те трябва да са в подходяща пропорция. Например запалимите течности започват да горят, само ако горивото и кислородът са в дадено съотношение. Някои горивно-кислородни смеси дори изискват наличието на катализатор, вещество, което не участва пряко в химическата реакция на горене, но улеснява запалването на реагентите.
Огънят може да бъде загасен чрез отстраняване на някой от четирите елемента гориво, оксидант, топлина и верижна реакция. Например, пламъкът на газов котлон може да бъде изгасен по няколко начина:
- прекъсване на притока на газ, което премахва източника на гориво
- пълно покриване на пламъка, което премахва притока на кислород
- заливане с вода, което охлажда котлона по-бързо, отколкото огънят успява да го нагрее
- добавяне на химически агент, като халометан, който забавя самата химична реакция на горене до такава степен, че верижната реакция се прекъсва

Обратният ефект, засилване на огъня, се постига чрез оптимизиране на съотношението на гориво и оксидант, увеличаване на общия им приток, увеличаване на околната температура или добавяне на катализатори.

## Физични свойства
Пламъкът е смес от нагорещени газове и твърди частици, излъчваща видима и инфрачервена светлина, спектърът на която зависи от химичния състав на горивото и междинните продукти на горенето. В много случаи, като при горенето на органична материя или непълното изгаряне на газ, нагорещени твърди части, наричани сажди, създават обичайното жълто-червено сияние на огъня. Такава светлина има непрекъснат спектър. Пълното изгаряне на газ създава бледосин пламък, поради излъчването със специфична честота от различните електронни преходи в молекулите, образувани в него.
Цветът на пламъка зависи и от температурата на горене. Например при въглерод червеният цвят обикновено означава 800 °C до 1000 °C, оранжев – от 1100 °C до 1200 °C и бял – от 1300 °C до 1500 °C. Пламъкът на обикновената свещ е с температура около 1000 °C.

## Горивни материали
Горенето на дървен материал често е първата асоциация с думата огън, а дърветата още от древни времена са предоставяли на хората необходимата енергия. В миналото обработката на метал и производството на дървени въглища са консумирали огромни количества дървесина. В днешни дни за добиване необходимата енергия дърветата са заменени от въглеводородни смеси и въглища, често се използва ядрена енергия или възобновими енергийни източници. Все пак дървесината все още е основен източник на енергия за много държави от Третия свят, както и за държави, в които останалите източници са недостъпни.
Най-общо горивните материали се делят на твърди, течни и газообразни. Гореописаните спадат към твърдите. Нетвърдите горива включват нефт и газ (двата вида гориво имат безброй вариации, включително бензин, дизел и природен газ). Чрез преработка на нефта се получават редица горива – бензин, дизел, керосин, пропан-бутан и мазут.

## Използване

### История
Контролираното използване на огъня за осигуряване на топлина и светлина е едно от първите велики постижения на човечеството. То прави възможно заселването на по-студени климатични пояси, които иначе биха останали недостижими за колонизиране. Също така огънят прави възможно готвенето на храната и обработката на някои материали. Археологическите находки показват, че предците на съвременните хора са умеели да използват огъня преди поне 790 000 години. Според някои изследвания има доказателства за използване на огъня от преди повече от 1 000 000 години.
Откриването и използването на огъня е пряко следствие от обработката на камъка в ранния палеолит. Първоначално огънят е използван за създаване на дим, който прогонва насекомите, след което става достъпна неговата кулинарна функция, най-вероятно през неолита. Последна идва неговата отоплителна и осветителна функция. Последната става приложима едва след изобретението на факела, който позволява пренасяне на огъня на големи разстояния. Огънят след това служи за опичане на глината и направата на съдове, както и за топенето на метали и изработване на оръжия.

### В декорацията и забавленията
Контролираният огън често бива използван за чисто естетическа украса. Смята се, че домашните камини придават уют и комфорт на помещението, като едновременно с това изпълняват основното си предназначение — да осигуряват топлина. Тържествата сред природата също често биват съпровождани от контролирани огньове. За особено ефектни се смятат пиротехническите ефекти, съпътстващи големи тържества още от времето на древен Китай. Фламбирането на определени ястия пред клиента допринася към колорита на заведението, като същевременно е и част от кулинарната рецепта на ястието.

### В религията
Огънят и изгарянето често са били използвани в религиозните ритуали, понеже пушекът се издига към небесата. Огънят е един от четирите природни елемента, както и един от петте китайски елемента. В индуизма огънят е един от петте основни елемента, от които се състои всяко живо същество; той също е съществен елемент в свещените церемонии. В християнството огънят е символ на светия дух и често се използва за изобразяване на ада.

## Пожари
Когато е неконтролиран, огънят може да бъде много опасен както за живи същества, така и за сгради и инфраструктура. При пожари основните поражения върху хората са тежки изгаряния и задушаване с дим. Пожар в сградите може да бъде предизвикан при електрически неизправности, инциденти при готвене, изтичане на гориво, както и инциденти, включващи друг горящ предмет като цигара и свещ. Пожарът може да се разпространи изключително бързо в сградата, особено ако не са спазвани мерките за противопожарна безопасност при строежа на сградата. Поради тази причина в повечето населени места съществуват противопожарни екипи, които трябва бързо да предотвратяват разпростирането на огъня, както и да се справят с други проблеми, произтичащи от пожарите. Горските пожари, които понякога са необходими за естественото обновяване на гората, могат да причинят огромни щети върху обширна област. Умишлените пожари се наричат палежи.